# Ернст Рабе
Ернст Рабе (нім. Ernst Raabe; 5 лютого 1907, Гросс-Енгелау — 17 березня 1945, Ла-Манш) — німецький офіцер-підводник, капітан-лейтенант крігсмаріне.

## Біографія
В 1926 році вступив на флот. З грудня 1939 року служив на важкому крейсері «Адмірал Гіппер». В травні-листопаді 1943 року пройшов курс підводника. З 11 січня 1944 року — командир підводного човна U-246, на якому здійснив 2 походи (разом 61 день в морі). 17 березня 1945 року U-246 був потоплений в Ірландському морі південніше острову Мен (53°40′ пн. ш. 04°53′ зх. д.) глибинними бомбами британського протичовнового траулера HMS Lady Madeleine. Всі 48 членів екіпажу загинули.

## Звання
- Оберлейтенант-цур-зее (1 квітня 1941)
- Капітан-лейтенант (1 квітня 1943)

## Нагороди
- Медаль «За вислугу років у Вермахті» 4-го і 3-го класу (12 років)
- Залізний хрест
  - 2-го класу (15 квітня 1940)
  - 1-го класу (11 жовтня 1942)
- Нагрудний знак флоту (1 листопада 1941)